# Echálaz
Echálaz (Etxalatz en euskera) es una localidad española de la Comunidad Foral de Navarra perteneciente al municipio del Valle de Egüés. Su población en 2014 fue de 5 habitantes (INE).

## Geografía
Está situado al norte del Valle de Egüés al que se accede desde la NA-150. Dista de Pamplona 12 km.